# Thurston Hall

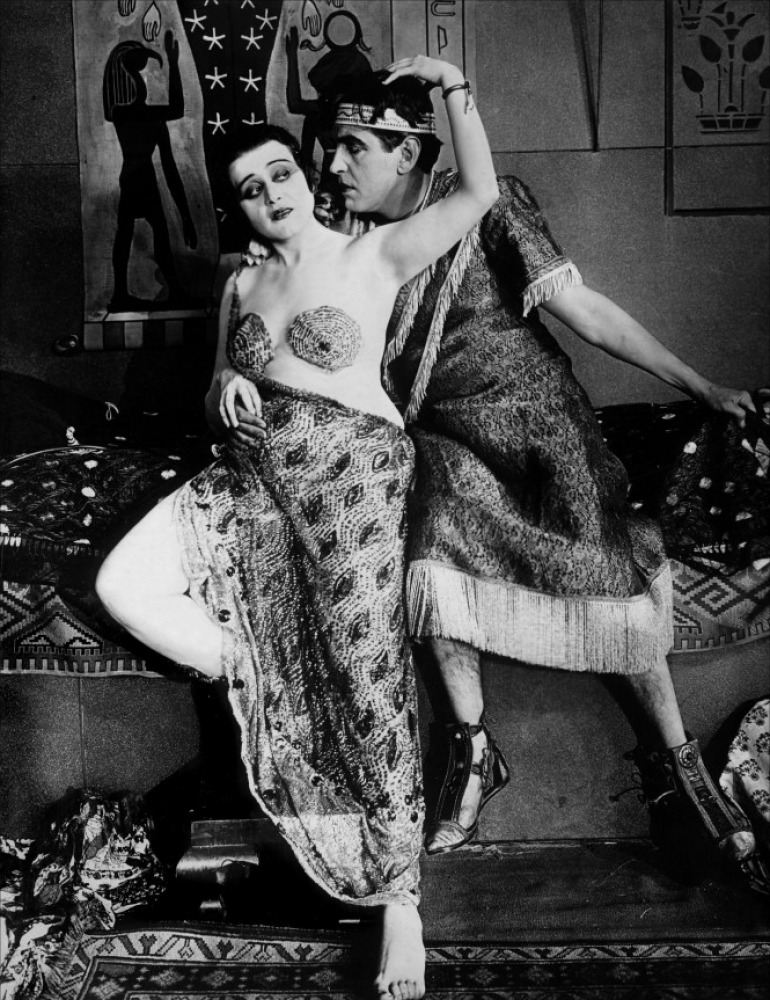
Thurston Hall mit Theda Bara in Cleopatra (1917)

Thurston Hall (* 10. Mai 1882 in Boston, Massachusetts; † 20. Februar 1958 in Beverly Hills, Kalifornien) war ein US-amerikanischer Schauspieler in Film, Fernsehen und Theater.

## Leben und Karriere
Bereits als Jugendlicher stand Thurston Hall auf der Theaterbühne, mit ihr reiste er vor allem durch Neuengland. Später gründete er seine eigene Schauspielgruppe, mit der nicht nur in Amerika, sondern auch in Afrika und Neuseeland auftrat. 1904 stand er mit der Komödie Mrs. Wiggs of the Cabbage Patch erstmals am Broadway auf der Bühne, bis zum Jahre 1935 wirkte er dort an rund 25 Produktionen mit. Ab 1915 war Hall regelmäßig als Hauptdarsteller von Stummfilmen zu sehen. Ein früher Höhepunkt seiner Filmkarriere war die Rolle des Marcus Antonius im Historienstreifen Cleopatra (1917) mit Theda Bara in der Hauptrolle.
In den 1920er-Jahren drehte Hall nur wenige Filme, stattdessen arbeitete er hauptsächlich am Broadway und tourte sogar durch Australien mit dem Stück So This Is London. Mitte der 1930er-Jahre kehrte der inzwischen ergraute Hall nach Hollywood zurück, wo er eine erfolgreiche Nische als Charakterdarsteller fand: meist verkörperte er aufgeblasene Autoritätsfiguren, beispielsweise Politiker und Richter, oder komische Schwindler und Scharlatane. Zu seinen bekannteren Auftritten gehören der Horrorfilm Das schwarze Zimmer (1935) mit Boris Karloff, die Screwball-Komödie Theodora wird wild (1936) unter Regie von Richard Boleslawski, der Sherlock-Holmes-Kriminalfilm Verhängnisvolle Reise (1943) mit Basil Rathbone, und die Komödie Das Doppelleben des Herrn Mitty (1947) mit Danny Kaye. 
In den 1950ern war Hall häufiger in Fernsehserien zu sehen, wo er den Rollentypus des wichtigtuerischen Herren wiederholte. In der Fernsehserie Topper war er zwischen 1953 und 1955 als Vorgesetzter der von Leo G. Carroll gespielten Titelfigur zu sehen, in der Abenteuer-Sitcom Die seltsamen Abenteuer des Hiram Holliday spielte er ab 1956 einen Verleger. Insgesamt trat Thurston Hall bis zu seinem Tod in rund 270 Film- und Fernsehproduktionen auf. 
Thurston Hall verstarb 1958 im Alter von 75 Jahren an einem Herzinfarkt und hinterließ seine Ehefrau Quenda († 1984). Er liegt auf dem Friedhof Forest Lawn Memorial Park in Hollywood Hills bestattet.

## Filmografie (Auswahl)
- 1915: The Mirror
- 1917: Cleopatra
- 1918: The Brazen Beauty
- 1918: The Squaw Man
- 1920: Mother Eternal
- 1921: The Iron Trail
- 1922: Wildness of Youth
- 1931: A Burglar to the Rescue (Kurzfilm)
- 1935: Love Me Forever
- 1935: Schuld und Sühne (Crime and Punishment)
- 1935: Das schwarze Zimmer (The Black Room)
- 1935: Metropolitan
- 1936: Theodora wird wild (Theodora Goes Wild)
- 1936: The King Steps Out
- 1938: Der gejagte Professor (Professor Beware)
- 1938: There’s Always a Woman
- 1938: Going Places
- 1938: Das Doppelleben des Dr. Clitterhouse (The Amazing Dr. Clitterhouse)
- 1939: Herr des wilden Westens (Dodge City)
- 1939: Todesangst bei jeder Dämmerung (Each Dawn I Die)
- 1939: Ehrlich währt am längsten (You Can't Cheat an Honest Man)
- 1939: First Love
- 1940: Die kleinen Strolche – Kiddie Kure (Kurzfilm)
- 1940: Der große McGinty (The Great McGinty)
- 1940: Blondie on a Budget
- 1940: The Blue Bird
- 1940: Goldschmuggel nach Virginia (Virginia City)
- 1940: Im Taumel der Weltstadt (City for Conquest)
- 1940: Die unsichtbare Frau (The Invisible Woman)
- 1941: Dem Schicksal vorgegriffen ( Flight from Destiny)
- 1941: Vorsicht Gespenster! (Hold That Ghost)
- 1941: In the Navy
- 1941: Gesichter der Jugend (Remember the Day)
- 1941: Vertauschtes Glück (The Great Lie)
- 1943: Verhängnisvolle Reise (Sherlock Holmes in Washington)
- 1943: Dies ist mein Land (This Land Is Mine)
- 1943: Crash Dive
- 1943: Footlight Glamour
- 1944: Wilson
- 1944: Die Abenteuer Mark Twains (The Adventures of Mark Twain)
- 1944: Es tanzt die Göttin (Cover Girl)
- 1945: Hilfe, ich bin Millionär (Brewster's Millions)
- 1945: Flitterwochen zu dritt (Thrill of a Romance)
- 1945: Spiel mit dem Schicksal (Saratoga Trunk)
- 1945: Die Dame im Zug (Lady on a Train)
- 1946: Without Reservations
- 1947: Mit Gesang geht alles besser (Welcome Stranger)
- 1947: Trauer muss Elektra tragen (Mourning Becomes Electra)
- 1947: Das Doppelleben des Herrn Mitty (The Secret Life of Walter Mitty)
- 1947: Die Farmerstochter (The Farmer's Daughter)
- 1947: Tanz ohne Ende (The Unfinished Dance)
- 1947: Black Gold
- 1948: Drei kleine Biester (Three Daring Daughters)
- 1948: Blondie’s Secret
- 1949: Ein Mann wie Sprengstoff (The Fountainhead)
- 1949: Flitterwochen mit Hindernissen (Tell it to the Judge)
- 1949: Noras schwache Stunde (Bride for Sale)
- 1950: The Hank McCune Show (Fernsehserie)
- 1950: Zorros Tochter (Bandit Queen)
- 1950: Zwischen zwei Frauen (Bright Leaf)
- 1951: Karneval in Texas (Texas Carnival)
- 1952: Mädels ahoi (Skirts Ahoy!)
- 1952: Sabotage (Carson City)
- 1952: Faustrecht in Minnesota (Woman of the North Country)
- 1953: Vorhang auf! (The Band Wagon)
- 1953–1955: Topper (Fernsehserie, 38 Folgen)
- 1955: The Lone Ranger (Fernsehserie, 1 Folge)
- 1956: Affäre in Reno (Affair in Reno)
- 1956–1957: Die seltsamen Abenteuer des Hiram Holliday (Fernsehserie, 7 Folgen)
- 1958: Maverick (Fernsehserie, 1 Folge)
- 1957: Corky und der Zirkus (Circus Boy; Fernsehserie, 1 Folge)
- 1960: Joyful Hour (Fernsehfilm, posthum)